# Ernst von Klüx
Franz Friedrich Karl Ernst von Klüx (* 16. Juli 1776 in Halle; † 9. Juli 1858 in Neusalz an der Oder) war ein preußischer Generalleutnant.

## Leben

### Herkunft
Er war Angehöriger des Oberlausitzer Adelsgeschlecht Klüx. Seine Eltern waren der preußische Generalmajor Wolfgang Heinrich Ernst von Klüx (1728–1805) und dessen Ehefrau Luise Ferdinande, geborene von Zehmen genannt von Braun (1738–1789). Auch sein Bruder Joseph Friedrich Karl Leopold von Klüx (1774–1816) wurde preußischer General.

### Militärkarriere
Klux kam am 1. Dezember 1789 als Gefreitenkorporal in das Füsilier-Bataillon Nr. 1. Dort wurde er am 19. Mai 1792 Portepeefähnrich. Während des Ersten Koalitionskrieges kämpfte er bei der Kanonade bei Valmy, den Gefechten bei Islettes, Aldenhoven, Eschweiler, Tongern, Tirlemont, Neerwinden, Wörth, Neustadt, Neukirchen, Rheinböllen, Waldalgesheim. Zudem kämpfte er in der Schlacht bei Kaiserslautern, wo er verwundet wurde. In der Zeit wurde er am 7. Februar 1793 Sekondeleutnant und für einen erfolgreichen Angriff auf das Schloss bei Neukirchen erhielt er am 17. März 1793 den Orden Pour le Mérite.
Am 26. Februar 1796 wurde er in die kurmärkische Füsilierbrigade versetzt, am 24. Januar 1803 kam er aber in das Infanterieregiment „von Strachwitz“. Dort wurde er am 2. Februar 1805 Premierleutnant. Während des Vierten Koalitionskrieges nahm er an der Schlacht bei Jena und der Verteidigung von Danzig teil.
Am 19. März 1808 kam er als Stabshauptmann in das Infanterie-Regiment Nr. 38. Am 17. Februar 1809 wurde er in das schlesische Schützenbataillon versetzt. Dort wurde er am 13. April 1811 Hauptmann und Kompaniechef. Am 9. August 1812 wurde er zum Major befördert, am 17. Januar 1813 kam er dann als Kommandeur zur oberschlesischem Brigade, aber bereits am 27. März 1813 wurde zum Kommandeur des Ostpreußischen Jägerbataillons ernannt. Am 8. Dezember 1813 wurde er zum Oberstleutnant befördert. In den Befreiungskriegen kämpfte Klüx in den Schlachten bei Großgörschen, wo er das Eiserne Kreuz II. Klasse erwarb, in der Schlacht bei Bautzen – hier wurde er verwundet – dann an der Katzbach, wo er das Eiserne Kreuz I. Klasse erhielt. Des Weiteren kämpfte er bei Leipzig, Laon und Paris sowie in den Gefechten bei Goldberg, Naumburg, Reichenbach, Bischofswerda, Gedau, Übergang bei Wartenburg, Witschena, Saarlouis, St. Dizier, Vitry la Chaussee Dornau, Chateau-Thierry, Montmirail, Sezanne und Claye. Am 14. Oktober 1814 wurde er zum Kommandeur des Grenadier-Regiments „Kaiser Franz“ ernannt. Am 3. Oktober 1815 erfolgte seine Beförderung zum Obersten.
Am 11. Juli 1817 wurde er mit dem österreichischen Leopoldsorden ausgezeichnet. Am 6. Februar 1818 wurde er Brigadekommandeur im III. Bataillon des Armeekorps in Frankreich. Am 9. Mai 1818 wurde er als Kommandeur in die 12. Infanterie-Brigade versetzt. Für seine Erfolge erhielt er am 18. März 1819 ein königliches Geschenk von 1000 Talern und am 9. September 1819 auch den Roten Adlerorden II. Klasse. Am 30. März 1821 erhielt er die Beförderung zum Generalmajor und am 26. Juli 1825 auch das preußische Dienstkreuz. Dazu erhielt er am 9. September 1828 den Roten Adlerorden II. Klasse mit Eichenlaub. Wegen seines Alters wurde er am 28. Juli 1832 mit der Führung der Festung Neiße beauftragt und fungierte zusätzlich ab 4. September 1832 als Kommandeur der 12. Division.
Am 9. September 1835 erhielt Klüx den Stern zum Roten Adlerorden II. Klasse mit Eichenlaub und am 30. September 1835 den Russischen Orden der Heiligen Anna I. Klasse. Am 30. März 1836 wurde er auch noch zum Generalleutnant befördert. Aber am 12. August 1837 wurde er mit einer Pension von 3430 Talern zur Disposition gestellt. Er hatte eine sehr ungünstige Beurteilung bekommen, so dass König Friedrich Wilhelm III. Ergänzungen forderte. Daraufhin reichte Klüx seinen Abschied ein. Er kam aber nicht mit seinem Geld aus und erhielt vom König mehrfach 500 Taler.
Dennoch erhielt er weitere Orden, am 18. Juli 1844 die Krone zum Pour le Mérite, am 5. August 1844 wurde er Ehrensenior des Eisernen Kreuzes I. Klasse; dazu erhielt er am 30. August 1844 300 Taler geschenkt. Am 18. Januar 1845 bekam er noch den Stern zum Militär-Verdienst-Orden. Er starb 1858.

### Familie
Klüx heiratete am 20. Januar 1802 in Vaels bei Aachen Charlotte von Clermont (* 2. November 1773; † 29. Juni 1865), Tochter von Johann Arnold von Clermont. Das Paar hatte mehrere Kinder:
- Klothilde (* 2. Dezember 1802) ⚭ 1820 Rudolf von Strbensky († 27. Januar 1832), Major
- Maria (* 2. Dezember 1802)